# ЧМЕ5
ЧМЕ5 (Чехословацький тепловоз з Електричною передачею, Маневровий, 5-ий тип) — дослідний радянський маневровий тепловоз з осьовою формулою 20+20−20+20, виготовлений в Чехословаччині. Управління тепловозом здійснювалося за допомогою штурвала контролера машиніста, або з переносного пульта.

## Історія
1985 Міністерство колійного сполучення СРСР замовило в чехословацького заводу Локомотивка-Соколово (ČKD) два дослідні восьмивісні маневрові тепловози ЧМЕ5. Один з цих тепловозів — ЧМЕ5-0002, демонструвався 1986 на міжнародній виставці «Залізничний транспорт — 86» на станції Щербинка.
Всього побудували 12 таких тепловозів, з них 2 (ЧМЕ5-0001 і ЧМЕ5-0002) направили в ТЧ Любліно, інші 10 надійшли до ТЧ Дебальцево-Сортувальне.

## Збереження
Сьогодні жодна з машин не експлуатується на залізниці.
Кілька екземплярів збереглися в залізничних музеях України (ЧМЕ5-0008 в залізничному музеї на станції Донецьк, ЧМЕ5-0012 як пам'ятник у місті Волноваха), Два (ЧМЕ5-0001 і ЧМЕ5-0002) порізали на станції Любліно в Росії, кілька одиниць знаходиться на базі запасу станції Чорнухине.
Станом на початок 2012 повідомлялось, що всі ЧМЕ5, окрім музейного експонату в Донецьку, були порізані на металобрухт[джерело?].

## Галерея

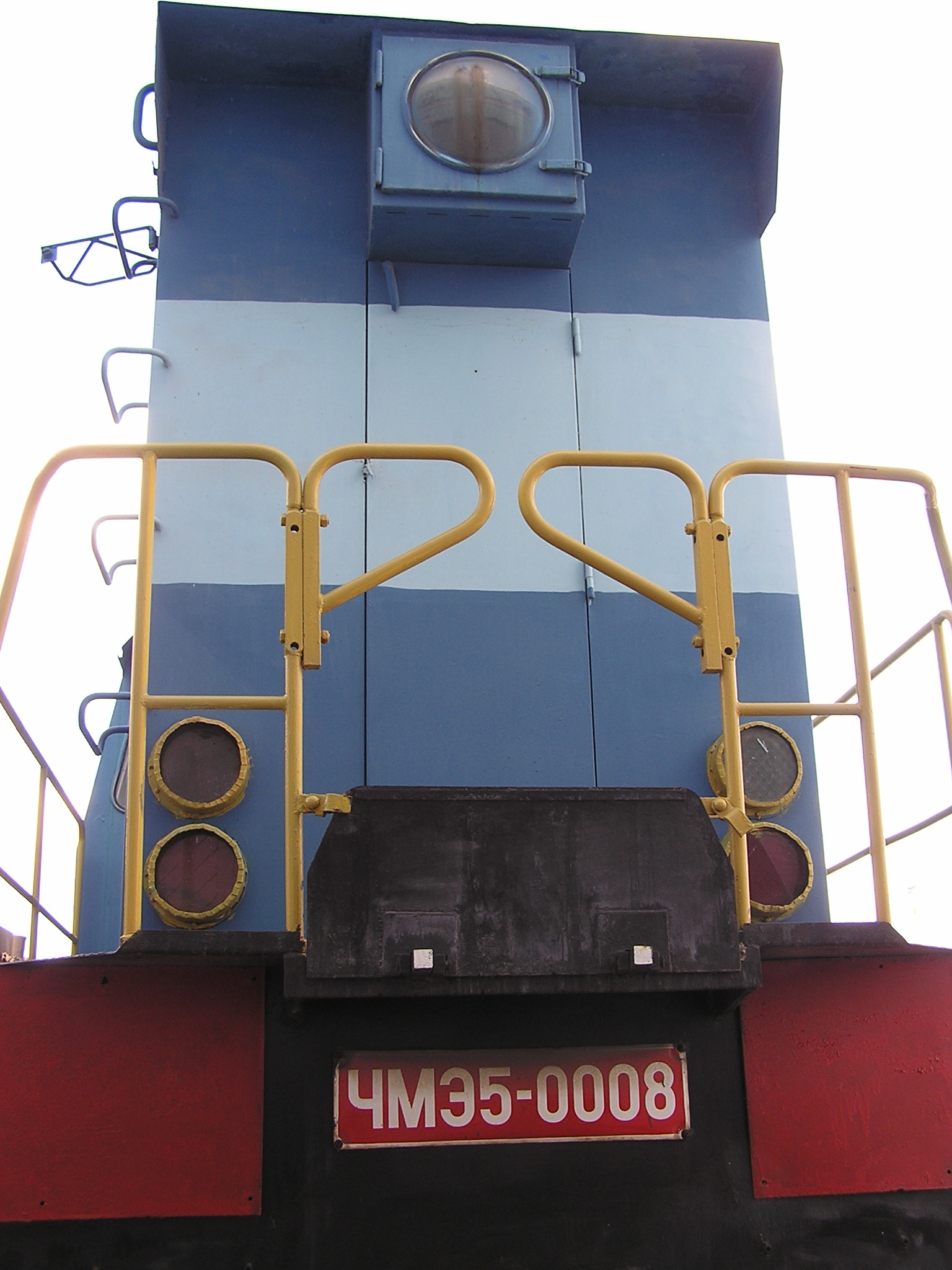
ЧМЕ5-0008 в Донецьку
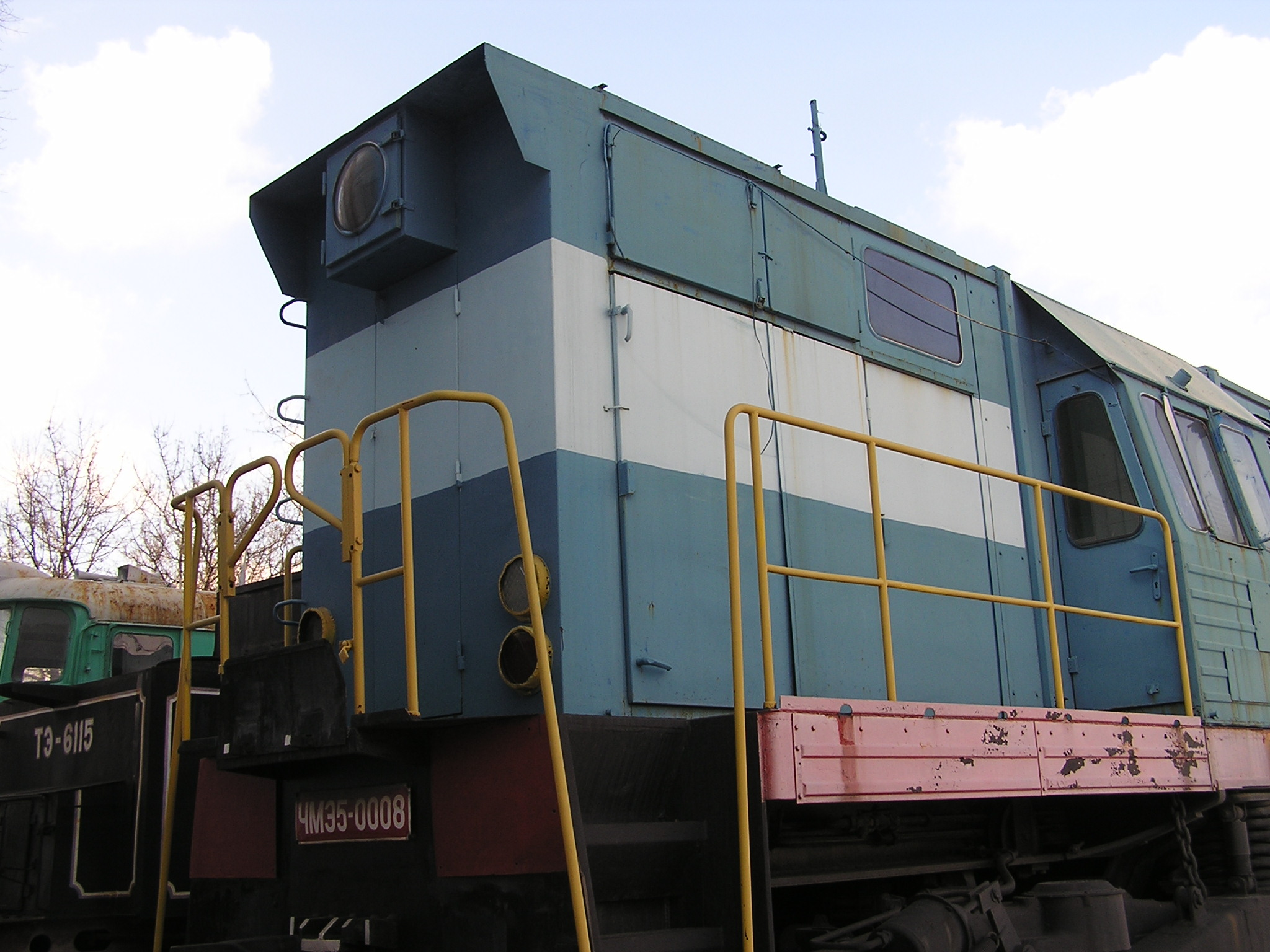
ЧМЕ5-0008 в Донецьку